# Lepanthes woodiana
Lepanthes woodiana är en orkidéart som beskrevs av William Fawcett och Alfred Barton Rendle. Lepanthes woodiana ingår i släktet Lepanthes och familjen orkidéer. Inga underarter finns listade i Catalogue of Life.